# Мытница (Ровненская область)
Мытница (укр. Митниця) — село в Крупецкой сельской общине Дубенского района Ровненской области Украины.
До 2020 года входило в Радивиловский район.
Население по переписи 2001 года составляло 276 человек. Почтовый индекс — 35514. Телефонный код — 3633. Код КОАТУУ — 5625885603.